# Johann George Albrecht Bacmeister
Johann George Albrecht Bacmeister (* 9. Juli 1747 (Taufdatum) in Aurich; † 12. Mai 1795 in Küstrin) war ein preußischer Jurist und Regierungsrat.

## Leben

### Familie
Johann George Albrecht Bacmeister entstammte der Gelehrtenfamilie Bacmeister und war der Sohn des Auricher Regierungsrats George Albrecht Bacmeister (* 27. Juli 1702 in Aurich; † 24. Januar 1785) und dessen zweiter Ehefrau Adelheid (geb. Homfeld) (* 5. Juli 1722 in Leer; † 29. Januar 1772 in Aurich); zu seinen sechs Geschwistern gehörte unter anderem der Kriegs- und Domänenrat Eberhard Friedrich Bacmeister, der Landrentmeister der ostfriesischen Landstände Lucas Heinrich Bacmeister (1753–1822) sowie Adelheid Katharina Bacmeister (* 14. August 1745; † 14. August 1785), die mit Caspar Rudolph Jhering verheiratet war; seine Halbschwester Marie Elisabeth Bacmeister (* 26. Februar 1740 in Bremen; † 3. Oktober 1807 in Aurich) war mit dem Kammerpräsidenten Peter Colomb verheiratet.
Er war mehrfach verheiratet, seine erste Ehefrau war 1784 verstorben. Er hinterließ seine Tochter Catharina Elisabeth Henriette (* 20.  Februar 1779), die mit dem späteren Kammerdirektor Friedrich Wilhelm von Lüdemann (1765–1813) verheiratet war.

### Werdegang
Zur schulischen Ausbildung von Johann George Albrecht Bacmeister liegen keine Hinweise vor.
Nachdem er sich am 6. Mai 1767 an der Universität Halle zu einem Studium der Rechtswissenschaften immatrikuliert hatte, hörte er Vorlesungen unter anderen bei Daniel Nettelbladt, Ernst Christian Westphal und Philipp Jakob Heisler über Naturrecht, deutsches Staatsrecht, die Pandekten, deutsches Privatrecht und über Lehn- und Kirchenrecht; zu seinen Kommilitonen gehörte unter anderem der spätere Direktor der königlichen Justizkanzlei in Aurich Hermann Hesslingh.
Er beendete Ostern 1770 sein Studium in Halle und bewarb sich um eine Anstellung beim Berliner Kammergericht.
Am 28. September 1770 wurde er als Referendar in das Kollegium des Kammergerichts eingeführt und bat am 27. September um die Zulassung zum Rigorosum, das er im Januar 1773 erfolgreich bestand.
Im April 1773 kam er in den Rat der Küstriner Regierung; nach seinem Tod wurde Ephraim Christoph Heinrich Wermuth (* 1760) aus Magdeburg sein Nachfolger.